# Konklawe 1730
Konklawe 5 marca – 12 lipca 1730 – konklawe, które wybrało Klemensa XII na następcę Benedykta XIII.

## Śmierć Benedykta XIII

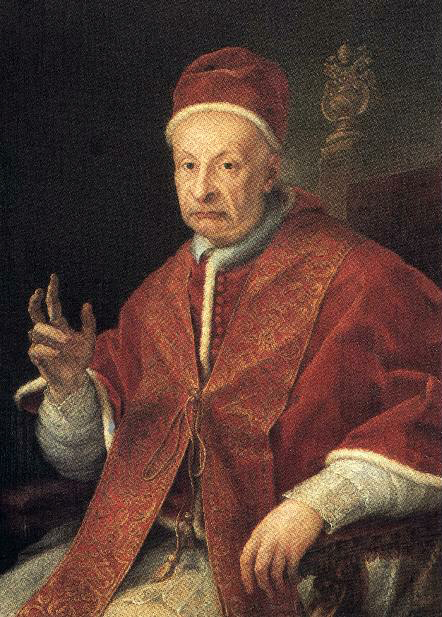
Benedykt XIII

80-letni papież Benedykt XIII zmarł 21 lutego 1730 roku po niespełna sześciu latach pontyfikatu. Był on skromnym, pobożnym i świątobliwym duszpasterzem (w 1931 Pius XI rozpoczął jego proces beatyfikacyjny), nie miał natomiast żadnego doświadczenia politycznego. Administrację i politykę zagraniczną niemal w całości powierzył swojemu współpracownikowi Niccolò Coscii, którego mianował kardynałem. Był to wybór wyjątkowo nietrafny – Coscia nadużywał powierzonej mu władzy, przywłaszczając sobie znaczne sumy ze skarbca papieskiego, a jego postępowanie mocno nadwyrężało autorytet Ojca Świętego. W polityce zagranicznej doprowadził do zawarcia konkordatu z Wiktorem Amadeuszem II Sabaudzkim, który od 1720 tytułował się królem Sardynii. W konkordacie tym Stolica Apostolska uznawała jego królewską godność, mimo że Sardynia od pontyfikatu Bonifacego VIII była lennem papieskim. Po śmierci Benedykta XIII Coscia początkowo uciekł z Rzymu, ostatecznie jednak został dopuszczony do udziału w konklawe.

## Lista elektorów
W chwili śmierci Benedykta XIII było 67 kardynałów, z czego 55 brało udział w konklawe, ale jeden zmarł w jego trakcie, a jeden opuścił je przed zakończeniem. Ponadto jeden z nieobecnych kardynałów zmarł w trakcie sediswakancji.
- Francesco Pignatelli CRT (nominacja kardynalska 17 grudnia 1703) – kardynał biskup Porto e Santa Rufina; dziekan Świętego Kolegium Kardynałów; arcybiskup Neapolu
- Francesco Barberini (13 listopada 1690) – kardynał biskup Ostia e Velletri; subdziekan Świętego Kolegium Kardynałów; prefekt Świętej Kongregacji ds. Biskupów i Zakonników; prefekt Świętej Kongregacji ds. Wód, Bagien Pontyjskich i Doliny Chiana; prefekt Świętej Kongregacji ds. Korekty Ksiąg Obrządków Wschodnich; komendatariusz opactw terytorialnych Farfa i Subiaco
- Jacopo Boncompagni (12 grudnia 1695) – kardynał biskup Albano; administrator archidiecezji Bolonia
- Pietro Ottoboni (7 listopada 1689) – kardynał biskup Sabiny; komendatariusz kościoła prezbiterialnego S. Lorenzo in Damaso; wicekanclerz Świętego Kościoła Rzymskiego; sekretarz Świętej Kongregacji Rzymskiej i Powszechnej Inkwizycji; archiprezbiter bazyliki liberiańskiej; protektor Francji
- Lorenzo Corsini (17 maja 1706) – kardynał biskup Frascati; prefekt Trybunału Apostolskiej Sygnatury Sprawiedliwości
- Tommaso Ruffo (17 maja 1706) – kardynał biskup Palestriny; arcybiskup Ferrary; legat apostolski w Ferrarze
- Giuseppe Renato Imperiali (13 lutego 1690) – kardynał prezbiter S. Lorenzo in Lucina; komendatariusz diakonii S. Giorgio in Velabro; protoprezbiter Świętego Kolegium Kardynałów; prefekt Świętej Kongregacji Dobrego Rządu; prefekt Świętej Kongregacji ds. Dyscypliny Zakonnej
- Annibale Albani (23 grudnia 1711) – kardynał prezbiter S. Clemente; kamerling Świętego Kościoła Rzymskiego; archiprezbiter bazyliki watykańskiej; prefekt Fabryki Świętego Piotra; protektor Polski
- Ludovico Pico della Mirandola (18 maja 1712) – kardynał prezbiter S. Prassede; prefekt Świętej Kongregacji ds. Odpustów i Świętych Relikwii
- Gianantonio Davia (18 maja 1712) – kardynał prezbiter S. Pietro in Vincoli; prefekt Świętej Kongregacji Indeksu
- Antonio Felice Zondadari (18 maja 1712) – kardynał prezbiter S. Balbina
- Pier Marcellino Corradini (18 maja 1712) – kardynał prezbiter S. Maria in Trastevere; komendatariusz kościoła prezbiterialnego S. Giovanni a Porta Latina; prodatariusz Jego Świątobliwości
- Armand Gaston Maximilien de Rohan de Soubise (18 maja 1712) – kardynał prezbiter SS. Trinita al Monte Pincio; biskup Strasburga
- Curzio Origo (18 maja 1712) – kardynał prezbiter S. Eustachio; prefekt Świętej Kongregacji ds. Soboru Trydenckiego
- Melchior de Polignac (18 maja 1712) – kardynał prezbiter S. Maria degli Angeli alla Terme; arcybiskup Auch; ambasador Francji wobec Stolicy Apostolskiej; komendatariusz opactwa terytorialnego Saint-Pierre-de-Corbie
- Benedetto Erba Odescalchi (30 stycznia 1713) – kardynał prezbiter Ss. XII Apostoli; arcybiskup Mediolanu
  - Damian Hugo Philipp von Schönborn (30 stycznia 1713) – kardynał prezbiter S. Pancrazio; biskup Spiry; biskup koadiutor Konstancji (opuścił konklawe 1 lipca z powodu choroby)
- Henri Thiard de Bissy (29 maja 1715) – kardynał prezbiter Ss. Quirico e Giulitta; biskup Meaux
- Innico Caracciolo (29 maja 1715) – kardynał prezbiter S. Tommaso in Parione; biskup Aversa
- Nicolò Spinola (16 grudnia 1715) – kardynał prezbiter Ss. Nereo ed Achilleo; prefekt Świętej Kongregacji ds. Granic Państwa Kościelnego; prefekt ds. ekonomicznych Świętej Kongregacji Rozkrzewiania Wiary
- Giberto Bartolomeo Borromeo (15 marca 1717) – kardynał prezbiter S. Alessio; biskup Novary
- Giulio Alberoni (12 lipca 1717) – kardynał prezbiter S. Crisogono
- Giorgio Spinola (29 listopada 1719) – kardynał prezbiter S. Agnese fuori le mura; prefekt Świętej Kongregacji ds. Kościelnych Immunitetów; prefekt Świętej Kongregacji ds. Wspomagania Rolnictwa; legat apostolski w Bolonii
- Cornelio Bentivoglio (29 listopada 1719) – kardynał prezbiter S. Cecilia; ambasador Hiszpanii wobec Stolicy Apostolskiej
- Luis Antonio Belluga y Moncada CO (29 listopada 1719) – kardynał prezbiter S. Prisca; protektor Hiszpanii
- Michael Friedrich Althan (29 listopada 1719) – kardynał prezbiter S. Sabina; biskup Vác
- Álvaro Cienfuegos Villazón SJ (30 września 1720) – kardynał prezbiter S. Bartolomeo all’Isola; arcybiskup Monreale; kamerling Świętego Kolegium Kardynałów; ambasador Austrii wobec Stolicy Apostolskiej
  - † Bernardo Maria Conti OSBCas (16 czerwca 1721) – kardynał prezbiter S. Bernardo alla Terme; penitencjariusz większy (zmarł 23 kwietnia na konklawe)
- Giovanni Battista Altieri (11 września 1724) – kardynał prezbiter S. Matteo in Via Merulana
- Vincenzo Petra (20 listopada 1724) – kardynał prezbiter S. Onofrio; prefekt generalny Świętej Kongregacji Rozkrzewiania Wiary; od 26 kwietnia propenitencjariusz większy
- Prospero Marefoschi (20 grudnia 1724) – kardynał prezbiter S. Silvestro in Capite; wikariusz generalny diecezji rzymskiej
- Niccolò Coscia (11 czerwca 1725) – kardynał prezbiter S. Maria in Domnica; sekretarz ds. Memoriałów; prefekt Świętej Kongregacji ds. Awinionu; arcybiskup Benewentu
- Angelo Maria Quirini OSBCas (9 grudnia 1726) – kardynał prezbiter S. Marco; arcybiskup Brescii; komendatariusz opactwa terytorialnego Vangadizza
- Niccolò Maria Lercari (9 grudnia 1726) – kardynał prezbiter Ss. Giovanni e Paolo; sekretarz stanu Stolicy Apostolskiej; prefekt Świętej Konsulty; prefekt Świętej Kongregacji ds. Sanktuarium w Loreto; prefekt Świętej Kongregacji ds. Fermo
- Prospero Lorenzo Lambertini (9 grudnia 1726) – kardynał prezbiter S. Croce in Gerusalemme; arcybiskup Ankony
- Francesco Antonio Finy (9 grudnia 1726) – kardynał prezbiter S. Sisto; proaudytor Jego Świątobliwości
- Sigismund von Kollonitsch (26 listopada 1727) – kardynał prezbiter bez tytułu; arcybiskup Wiednia; inkwizytor generalny Królestwa Sycylii
- Philipp Ludwig von Sinzendorf (26 listopada 1727) – kardynał prezbiter bez tytułu; biskup Györ
- Vincenzo Ludovico Gotti OP (30 kwietnia 1728) – kardynał prezbiter S. Pancrazio
- Leandro Porzia OSBCas (30 kwietnia 1728) – kardynał prezbiter S. Callisto; biskup Bergamo
- Pierluigi Carafa (20 września 1728) – kardynał prezbiter S. Lorenzo in Panisperna
- Giuseppe Accoramboni (20 września 1728) – kardynał prezbiter S. Maria in Transpontina; arcybiskup Imoli
- Camillo Cibo (23 marca 1729) – kardynał prezbiter S. Stefano al Monte Celio
- Francesco Scipione Maria Borghese (6 lipca 1729) – kardynał prezbiter S. Pietro in Montorio
- Carlo Vincenzo Maria Ferreri OP (6 lipca 1729) – kardynał prezbiter S. Maria in Via; biskup Vercelli
- Alamanno Salviati (8 lutego 1730) – kardynał prezbiter bez tytułu
- Lorenzo Altieri (13 listopada 1690) – kardynał diakon S. Agata in Suburra; komendatariusz opactwa terytorialnego Tre Fontane; od 22 marca 1730 protodiakon Świętego Kolegium Kardynałów
- Carlo Colonna (17 maja 1706) – kardynał diakon S. Angelo in Pescheria
- Fabio Olivieri (6 maja 1715) – kardynał diakon Ss. Vito e Modesto; sekretarz ds. Brewe Apostolskich; komendatariusz opactwa terytorialnego S. Genesio w Brescello
- Carlo Maria Marini (29 maja 1715) – kardynał diakon S. Maria in Aquiro; prefekt Świętej Kongregacji ds. Obrzędów; legat apostolski w Romanii
- Alessandro Albani OSIoHieros (16 lipca 1721) – kardynał diakon S. Maria in Cosmedin; komendatariusz opactw terytorialnych Nonantola i Staffarda; protektor królestwa Sardynii
- Alessandro Falconieri (11 września 1724) – kardynał diakon S. Maria della Scala
- Nicolò del Giudice (11 czerwca 1725) – kardynał diakon S. Maria ad Martyres
- Antonio Banchieri (9 grudnia 1726) – kardynał diakon S. Nicola in Carcere Tulliano
- Carlo Collicola (9 grudnia 1726) – kardynał diakon S. Maria in Portico

Czterech elektorów mianował Aleksander VIII (1689–1691), jednego Innocenty XII (1691–1700), dwudziestu sześciu Klemens XI (1700–1721), dwóch Innocenty XIII (1721–1724), a dwudziestu dwóch Benedykt XIII (1724–1730).

### Nieobecni
Dwunastu kardynałów (ośmiu z nominacji Klemensa XI, trzech z nominacji Benedykta XIII i jeden z nominacji Innocentego XI), w tym jeden zmarł w czasie sediswakancji:
- Agostino Cusani (18 maja 1712) – kardynał prezbiter S. Maria del Popolo
- Nuno de Cunha da Ataíde (18 maja 1712) – kardynał prezbiter S. Anastasia; inkwizytor generalny Portugalii
- Wolfgang Hannibal von Schrattenbach (18 maja 1712) – kardynał prezbiter S. Marcello; biskup Ołomuńca; protektor Austrii i Rzeszy Niemieckiej
- Imre Csáky (12 lipca 1717) – kardynał prezbiter S. Eusebio; arcybiskup Kalocsa-Bács
- Léon Potier de Gesvres (29 listopada 1719) – kardynał prezbiter bez tytułu
- Thomas-Philippe Wallard d’Hénin-Liétard (29 listopada 1719) – kardynał prezbiter S. Cesareo in Palatio; arcybiskup Mechelen
- José Pereira de la Cerda (29 listopada 1719) – kardynał prezbiter S. Susanna; biskup Faro
- Carlos de Borja y Centellas (30 września 1720) – kardynał prezbiter S. Pudenziana; patriarcha Zachodnich Indii
- André Hercule de Fleury (11 września 1726) – kardynał prezbiter bez tytułu; pierwszy minister króla Francji i generalny superintendent Poczty
- Diego de Astorga y Céspedes (26 listopada 1727) – kardynał prezbiter bez tytułu; arcybiskup Toledo i prymas Hiszpanii
- João da Mota e Silva (26 listopada 1727) – kardynał prezbiter bez tytułu
- † Benedetto Pamphili OSIoHieros (1 września 1681) – kardynał diakon S. Maria in Via Lata; protodiakon Świętego Kolegium Kardynałów; archiprezbiter bazyliki laterańskiej; bibliotekarz Świętego Kościoła Rzymskiego; prefekt Trybunału Apostolskiej Sygnatury Łaski; wielki przeor zakonu joannitów w Rzymie (zmarł 22 marca w Rzymie, poza konklawe)

## Frakcje w Kolegium Kardynalskim

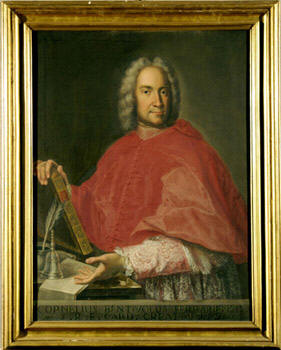
Kardynał Cornelio Bentivoglio, ambasador Hiszpanii przy Stolicy Apostolskiej

Święte Kolegium dzieliło się na kilka stronnictw:

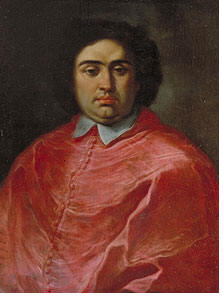
Kardynał Annibale Albani, kamerling Stolicy Apostolskiej

- „Benedyktyni” – włoscy nominaci Benedykta XIII. Była to grupa licząca kilkunastu kardynałów (Giovanni Battista Altieri, Falconieri,  Gotti, Porzia, Accoramboni, Cibo, Borghese, Salviati, Collicola, Marefoschi, Quirini i Banchieri). W analizach przed konklawe spodziewano się, że będą oni najsilniejszą frakcją, jednak w praktyce tak się nie stało z uwagi na brak wyraźnego lidera. Formalnie przewodzili im kardynałowie Giovanni Battista Altieri oraz Gotti, jednak w toku konklawe grupa ta uległa faktycznemu rozproszeniu. Większość „benedyktynów” (w tym Altieri) dołączyła do partii Gorliwych, choć Quirini i Banchieri sprzymierzyli się z Francuzami, a Collicola i Marefoschi z Albanim
- Partia francuska – francuscy kardynałowie reprezentujący interesy króla Francji Ludwika XV: Polignac (ambasador Francji), Rohan, Bissy.
- Partia cesarska – frakcja poddanych i stronników cesarza. Liderem tej partii był cesarski ambasador Cienfuegos. Należeli do niej kardynałowie będący poddanymi cesarza: Schönborn, Kollonitsch, Sinzendorf i Althan z Austrii, Pignatelli, Ruffo, Giudice, Carafa i Petra z królestwa Neapolu, oraz Borromeo i Erba-Odescalchi z księstwa Mediolanu. Do frakcji tej zaliczano także kardynała Davię, byłego nuncjusza w Wiedniu, który pobierał pensję od cesarskiego dworu.
- Zelanti (Gorliwi) – kardynałowie sprzeciwiający się świeckim wpływom na Kościół, głoszące wolę wyboru najlepszego kandydata bez względu na interesy polityczne. Tę frakcję tworzyło kilku „starych” kardynałów (tj. z pontyfikatów przed Benedyktem XIII): Imperiali, Boncompagni, Caracciolo, Alberoni, Conti, Colonna,  Marini, Giorgio Spinola i Niccolò Spinola, a w trakcie konklawe dołączyła do nich także spora część „benedyktynów” (m.in. sam lider Giovanni Battista Altieri).
- Partia „klementyńska” – nominaci Klemensa XI nie należący do frakcji politycznych ani do Zelantów: Annibale Albani (lider), Corsini, Corradini, Pico della Mirandola, Zondadari, Origo, Olivieri.
- Partia „aleksandryjska” – czyli niewielkie ugrupowanie spowinowaconych ze sobą nawzajem nominatów Aleksandra VIII: Pietro Ottoboni (prabratanek Aleksandra VIII), Francesco Barberini i Lorenzo Altieri. Pod względem politycznym byli oni sprzymierzeni z Francją, sam Ottoboni pełnił funkcję kardynała protektora Francji
- Partia sardyńska – ugrupowanie reprezentujące interesy Wiktora Amadeusza II z dynastii sabaudzkiej, niedawno wyniesionego do rangi króla Sardynii. Na jej czele stał kardynał protektor Sardynii Alessandro Albani, tworzyli ją także mianowani przez Benedykta XIII kardynałowie Coscia, Finy, Lambertini, Lercari i Ferreri. Na konklawe sprzymierzyli się z frakcją cesarską.

Hiszpania de facto nie miała własnego stronnictwa na konklawe, gdyż jej dwaj przedstawiciele, ambasador Cornelio Bentivoglio i kardynał protektor Belluga y Moncada, byli ze sobą skłóceni i nie podjęli współdziałania. Oficjalnym reprezentantem króla Hiszpanii Filipa V został Bentivoglio, który sprzymierzył się z partią cesarską, natomiast Belluga y Moncada dołączył do partii Gorliwych.

## Kandydaci na papieża
27 kardynałów było uważanych za papabile: Pignatelli, Ruffo, Petra, Borromeo, Odescalchi, Ottoboni, Porzia, Imperiali, Niccolò Spinola, Corsini, Zondadari, Banchieri, Salviati, Pico della Mirandola, Alberoni, Barberini, Boncompagni, Davia, Corradini, Conti, Giovanni Battista Altieri, Marefoschi, Gotti, Lorenzo Altieri, Colonna, Olivieri i Falconieri.

## Przebieg konklawe

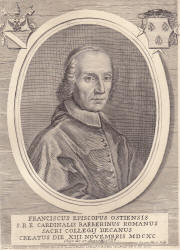
Kardynał Francesco Barberini przewodniczył konklawe w jego początkowej fazie.

Konklawe rozpoczęło się 5 marca z udziałem 30 kardynałów. 8 marca dotarli kardynałowie Imperiali i Carafa, 9 marca Lambertini, 11 marca Giorgio Spinola i Marini, 12 marca Bentivoglio, Accoramboni i Olivieri, 13 marca Davia i Alberoni, 15 marca Pico della Mirandola i del Giudice, 22 marca Ruffo, 30 marca Boncompagni, a 31 marca Bissy i Sinzendorf. Z końcem marca było zatem 46 elektorów. 1 kwietnia dotarł Kollonitsch, 3 kwietnia Althan, 4 kwietnia Coscia, 6 kwietnia Erba-Odescalchi, 8 kwietnia Rohan i Borromeo, a 20 kwietnia Schönborn, co dało liczbę 53 elektorów. 23 kwietnia zmarł na konklawe kardynał Conti, redukując liczbę jego uczestników do 52. Od 24 do 29 kwietnia czasowo poza konklawe przebywał chory kardynał Porzia. 26 kwietnia dotarł kardynał Pignatelli, a 22 maja przybył kardynał Caracciolo. Z końcem maja było obecnych 54 kardynałów. 4 czerwca chory kardynał Cibo opuścił konklawe, 9 czerwca w jego ślady poszedł Ruffo, 21 czerwca Porzia, a 1 lipca Schönborn, redukując liczbę elektorów do 50. Chory Schönborn już nie powrócił na konklawe, natomiast Porzia, Ruffo i Cibo ponownie dołączyli do grona elektorów 11 lipca. W decydującym głosowaniu 12 lipca wzięło udział 53 kardynałów.

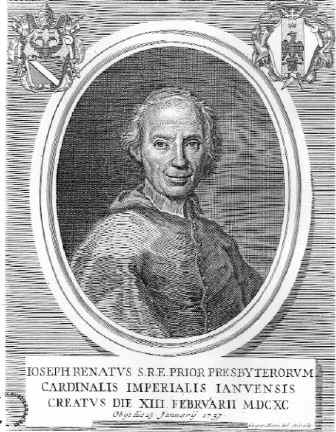
Kardynał Giuseppe Renato Imperiali. Weto Hiszpanii zablokowało jego wybór na papieża.

Początkowo wyglądało na to, że konklawe dość szybko zakończy się wyborem 79-letniego przedstawiciela Gorliwych Giuseppe Renato Imperiali, archiprezbitera Świętego Kolegium. Popierali go nie tylko Gorliwi, ale także Annibale Albani, choć prawdopodobne jest, że kamerling wcale nie życzył sobie zwycięstwa Imperialiego, a jedynie chciał zmusić któreś z mocarstw do wykorzystania ekskluzywy. W głosowaniu 20 marca Imperiali uzyskał 18 głosów na 42, jednak w praktyce oznaczało to, że brakuje mu tylko jednego głosu do zwycięstwa, gdyż jego zwolennicy wiedzieli, że aż 10 kartek oddanych w tej turze z napisem Nemini (na nikogo) w rzeczywistości pochodziło od kardynałów skłaniających się ku jego kandydaturze. Zwolennicy Imperialiego liczyli, że osłabi to czujność pozostałych elektorów i któryś z nich nieopatrznie również odda swój głos na niego, a wtedy pozostałych 10 przyłączy swe głosy w procedurze akcesu, osiągając wymaganą większość. Podstęp ten został jednak przejrzany przez hiszpańskiego ambasadora, kardynała Cornelio Bentivoglio, który rankiem 21 marca w imieniu króla Filipa V zgłosił oficjalne weto wobec tej kandydatury.
Zgłoszenie weta nie oznaczało od razu definitywnego końca tej kandydatury, gdyż zwolennicy Imperialiego, za namową skłóconego z ambasadorem kardynała Belluga y Moncada zakwestionowali ważność dokumentu ekskluzywy. Dokument przedstawiony przez Bentivoglio był bowiem sprzed blisko 10 lat, nosił datę 28 sierpnia 1720, a ponadto nie został podpisany przez króla, a jedynie przez sekretarza stanu. W tej sytuacji wysłano gońca do Madrytu w celu zweryfikowania ważności weta, a do jego powrotu obrady konklawe pozostawały w faktycznym zawieszeniu. Głosowania odbywały się rutynowo, ale nie proponowano żadnych poważniejszych kandydatur. 8 kwietnia do Rzymu przybył ambasador nadzwyczajny cesarza, hrabia Collato, który dwa dni później przekazał kardynałowi Barberiniemu pełen kurtuazji list od cesarza do Kolegium Kardynalskiego.
23 kwietnia zmarł na konklawe penitencjariusz większy Bernardo Maria Conti, brat papieża Innocentego XIII. Trzy dni później na stanowisko to wybrano kardynała Petrę.
24 kwietnia z Hiszpanii przybył kurier z potwierdzeniem ekskluzywy przeciwko kardynałowi Giuseppe Renato Imperiali, co definitywnie zamknęło mu drogę do pontyfikatu. Jednocześnie umożliwiło to wysunięcie nowych kandydatur.

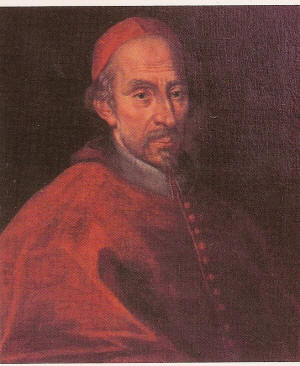
Kardynał Pier Marcellino Corradini

Pod koniec kwietnia kardynał Cienfuegos, poparty przez Ottoboniego, Hiszpanię, Sardynię i starszych kardynałów z frakcji Gorliwych wysunął kandydaturę Tommaso Ruffo, ale odrzucili go Francuzi, „klementyńczycy” oraz ci spośród Gorliwych, którzy zostali mianowana przez Benedykta XIII. Wobec takiej opozycji Ruffo sam zrezygnował z kandydowania. Jako kontrkandydata Francuzi, wspierani przez Cornelio Bentivoglio i Zelantów, zaproponowali Corsiniego. 15 maja otrzymał on aż 26 głosów, ale Cienfuegos odrzucił tę kandydaturę, gdyż Wiedeń nie życzył sobie Toskańczyka na tronie papieskim. W drugiej połowie maja proponowano też kilku innych kandydatów, ale bez większych sukcesów. Albani forsował swojego protegowanego Pico della Mirandola, ale odrzuciła go frakcja cesarska, grożąc nawet oficjalną ekskluzywą. Gorliwi i stronnictwo sardyńskie wysunęły kardynała Zondadari, ale jego odrzuciły wszystkie trzy główne mocarstwa. Z kolei Falconieri został odrzucony jako przyjaciel znienawidzonego Coscii.
Na początku czerwca frakcja cesarska i Gorliwi podjęli próbę dokonania wyboru kardynała Davii, jednak w głosowaniu 7 czerwca zamiast spodziewanych 40 dostał jedynie 29 głosów. W tym samym głosowaniu aż 21 elektorów zagłosowało na Corradiniego, którego wysunęli Francuzi i partia klementyńska. Albaniemu i Polignacowi udało się przeciągnąć Gorliwych na stronę Corradiniego, co spowodowało, że kandydatura Davii upadła, a Corradini zaczął wyrastać na zdecydowanego faworyta. 17 czerwca otrzymał już 30 głosów. Nie wybrano go jednak, gdyż bardzo ostry sprzeciw w imieniu cesarza oraz króla Hiszpanii zgłosili kardynałowie Cienfuegos i Bentivoglio. Choć oficjalnego weta nie zgłoszono, Francuzi wycofali swe poparcie dla Corradiniego. Wydaje się, że Francuzi od początku nie chcieli tak naprawdę wyboru Corradiniego, a wysunięcie jego kandydatury było jedynie krokiem taktycznym obliczonym na zablokowanie Davii i zmuszenie Austrii do wykorzystania przysługującego jej weta. W każdym razie, na początku lipca Corradini już się nie liczył jako kandydat.

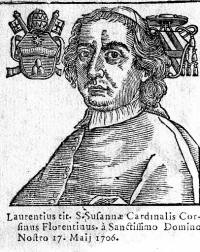
Kardynał Lorenzo Corsini

Wobec upadku kandydatury Corradiniego Francuzi wysunęli swojego głównego faworyta, kardynała Banchieri, ale odrzuciły go wszystkie pozostałe frakcje. Niemiłym zaskoczeniem dla Francuzów był fakt, że poparcia swego odmówił kamerling Albani, który ponownie wysunął kandydaturę kardynała Lorenzo Corsiniego. Kardynał ten, jako Toskańczyk, został kilka tygodni wcześniej odrzucony przez stronnictwa sardyńskie i cesarskie, jednak w międzyczasie wielki książę Toskanii Gian Gastone de’ Medici wykorzystał swe wpływy na dworze cesarskim i przekonał cesarza do zmiany zdania. 7 lipca kardynał Cienfuegos otrzymał z Wiednia nowe instrukcje, w których cesarz podziękował mu za jego dotychczasowe działania, ale nakazał zmianę stanowiska względem Corsiniego. Francuzi podjęli wówczas próbę sformowania opozycji wobec Corsiniego, wciąż licząc na przeforsowanie Banchieriego, ale bezskutecznie. 10 lipca Corsini miał już poparcie wszystkich stronnictw oprócz francuskiego. W tej sytuacji kardynałowie Polignac i Ottoboni uznali dalszy opór za bezcelowy i rankiem 11 lipca ogłosili swoje poparcie dla Toskańczyka. Postawili jedynie warunek, że Banchieri ma zostać sekretarzem stanu. Wieczorem Corsini został oficjalnie poinformowany o osiągniętym konsensusie co do jego osoby.

## Wybór Klemensa XII
12 lipca 1730 kardynał Lorenzo Corsini został wybrany na papieża, otrzymując głosy wszystkich kardynałów oprócz swojego własnego, który oddał na dziekana Francesco Pignatelliego. Przyjął imię Klemensa XII, na cześć Klemensa XI, który mianował go kardynałem. Cztery dni później protodiakon Lorenzo Altieri uroczyście koronował go w bazylice watykańskiej. Mimo zaawansowanego wieku i słabego zdrowia jego pontyfikat trwał prawie 10 lat.